# Kawasaki ZZR 1400
Kawasaki ZZR 1400 nebo také Kawasaki Ninja ZX-14R / ZZ-R1400 je hyperbike výkonově přímo soupeřící se Suzuki GSX-R 1300 Hayabusa. Předchůdcem bylo Kawasaki ZZR 1100, Kawasaki Ninja ZX-12R a jeho následníkem Kawasaki H2 SX.